# 鳥羽之山喜充
鳥羽之山喜充，(1977年7月10日—），原名小林昭仁，日本東京都豐島區出身的前大相撲力士，身高191cm、體重202kg、血型A型，所屬相撲部屋是出羽海部屋。最高位置是西前頭13枚目（2002年3月場所）。
他在1993年開始專業相撲生涯，在2002年3月到達最高位置西前頭13枚目，但在生涯中有很多傷患問題，而且可能是幕內力士中入幕時間最短也最弱，他在入幕前已受傷，在幕內也沒任何勝利。

## 生平
小林昭仁在高中一年級時因服當時兇羽海親方(鷲羽山和佳)勸誘學習專業相撲。當時的出羽海部屋非常強大，他有許多強大的訓練夥伴。他曾擔任過久島海啓太，小城乃花昭和和乃城錦康年之類的幕內力士的隨從。1999年3月，他以7-0的完美戰績贏得了幕下優勝，並晉升為十兩，成為了一名優秀的關取。但他的右腳踝受傷，需要進行手術並影響了他的表現，僅參加了四場比賽，他就降級回到了幕下。然而，在2001年5月，他贏得了他的第二個葡下優勝，並返回了十兩級。2002年1月，他以11-4的強勢戰績晉升為幕內力士。
當時，烏羽之山是最重的日本杠土力士，重達200公斤（440磅）。他是部屋中排名最高的力士，並且能夠利用自己的巨大體重獲得優勢。然而，在他2002年3月幕內級別比賽的第一場比賽中，他在訓練中膝蓋受傷，被迫退出比賽而沒有參加任何一次回合。事實證明，這是他唯一的幕內比賽。在下一場比賽中僅贏了5個回合後，他再次跌至幕下級別。他能夠在2003年11月回到十兩，但是在2004年3月場所的第十天與若光翔比賽中左膝蓋腱斷裂，連續5個場所退出比賽(住院四個月，需要進行大腿肌腱移植手術)。這意味著他的排名大大下降，最終排名第二低的序二段。
經過康復和重量訓練計劃之後，鳥羽之山於2005年3月重返賽場，並慢慢恢復了排名，但從未成功恢復關取的身份。 2008年5月以6-1的比分將他提升至7月的幕下6枚目，這是自2004年受傷以來的最高排名。他在那裡打出5-2的比分，使他接近晉升的邊緣，在接下來的比賽中他甚至被召喚來面對十兩的對手海鵬，這是他在27個場所關取的第一場比賽。然而，在兩次失敗的比賽之後，他再次滑下了幕下級別。2009年，他以三連冠的成績再次反彈。然而，他的成績逐漸開始下滑，並且在四年的時間裡，他在幕下的行列中緩慢下降，在2013年5月被降級到三段目，但在那場比賽中取得了勝利，再次返回幕下，他在2015年1月的比賽后宣布退休，在那裡他取得了職業生涯的第500場胜利，但輸掉了另外6場比賽。他是昭和時代1926年5月兼六山鉄太郎以來第一位沒獲得任何勝利的幕內力士。
退休後，他在淺草橋的藥房出任配藥員。